# Jordi Rossy
Jorge " Jordi " Rossy (Barcelona, 21 de agosto de 1964) es un baterista, pianista y vibrafonista de jazz español.

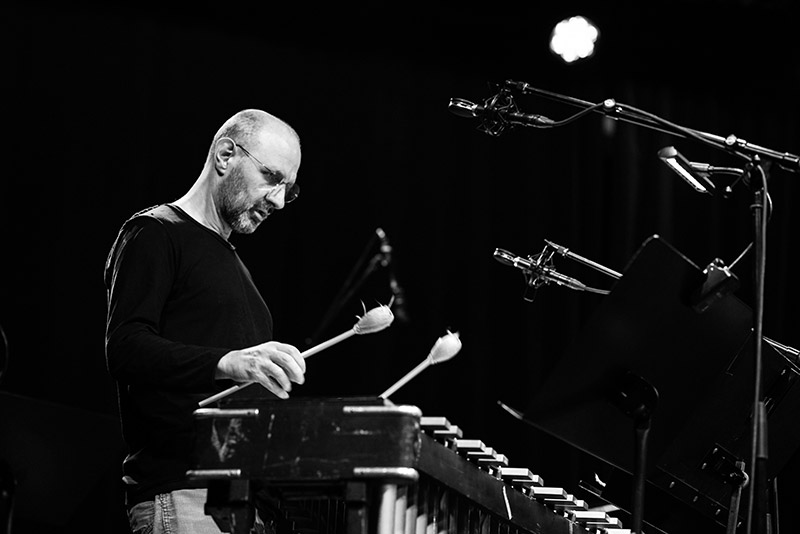
Rossy como vibrafonista tocando en Aarhus Dinamarca 2018

## Primeros años de vida
Nació en Barcelona.
Su padre, Mario, tocaba el piano que había en la casa familiar, al igual que la hermana de Jorge, Mercedes. Jorge comenzó a tocar la percusión a la edad de 11 años y un año después le regalaron una batería. Cuando tenía 14 años, consiguió un vibráfono barato, con el que practicó durante dos años. Luego tomó la trompeta, inicialmente para mejorar su capacidad auditiva musical.

## Vida posterior y carrera

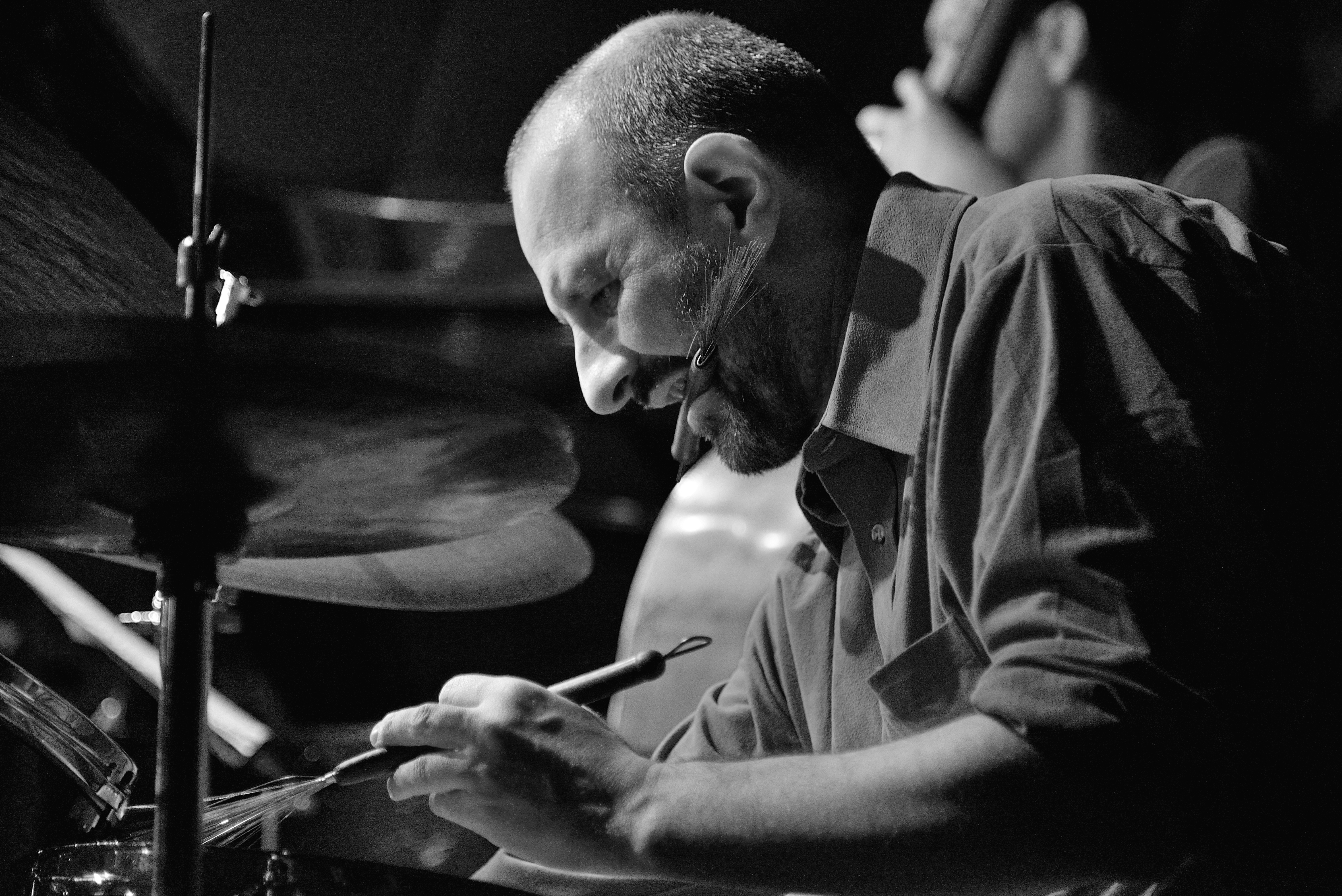
Rossy como baterista

Entre 1980 y 1989, realizó numerosas giras y grabaciones con varios músicos de la escena del jazz español, así como con artistas de renombre internacional como Woody Shaw, Kenny Wheeler, Jack Walrath, David Schnitter, Sal Nistico, Sean Levitt y otros.
En 1989, se mudó a Boston para estudiar trompeta en Berklee College of Music, pero al cabo de dos años pasó a concentrarse en la batería. En Boston, Rossy se convirtió en el baterista elegido por muchos de sus compañeros y se unió al Trío Danilo Pérez para tocar en Panamá, Francia, Boston y Nueva York. Posteriormente se integra durante dos años en el Sexteto Paquito D'Rivera.
En 1991, dejó Berklee y se mudó a la ciudad de Nueva York con su esposa, la cantante María de Angelis. Tocó en varias de las primeras grabaciones de muchos de sus contemporáneos de Boston, incluidos Mark Turner, Chris Cheek, Seamus Blake y Kurt Rosenwinkel. También acompañó a varios otros músicos que entonces vivían en Nueva York, incluidos Brad Mehldau, Ethan Iverson, Reid Anderson, Avishai Cohen, Joe Martin y Freddie Bryant.
En 1995, comenzó a realizar giras y grabar extensamente con el Brad Mehldau Trio. También ha realizado giras y grabado con The Bloom Daddies, una banda eléctrica compuesta por Chris Cheek, Seamus Blake, Jesse Murphy y dos bateristas, Rossy y, inicialmente, Dan Reiser, pero posteriormente con Tony Mason. Rossy también ha trabajado y grabado con Joshua Redman, Bill McHenry, Bruce Barth, Mike Kanan, Ben Monder, Nat Su, Steve Wilson, Mark Johnson, Larry Grenadier y Ben Street.
Regresó a Barcelona en el año 2000 para criar a su familia y centrarse en el piano. Desde entonces, ha tocado y grabado al piano con el Jordi Matas Quintet y el Joe Smith Septet, y ha participado en varios proyectos con Guillermo Klein, incluidas actuaciones en elMerkin Hall de Nueva York y en el Auditorio de la Biblioteca del Congreso en Washington D. C..
En 2006, grabó su primer disco como líder, con Albert Sanz al órgano Hammond y RJ Miller a la batería. Su segundo álbum presentó la misma sección rítmica, pero agregó a Chris Cheek al saxofón y su hijo Felix Rossy a la trompeta.
Como pianista, ha realizado giras por España, Estados Unidos, Marruecos, Italia y Basilea, Suiza. Rossy ha seguido apoyando a otros músicos en la batería, incluido el cuarteto de Lee Konitz y Ethan Iverson,el Quartet West y Land of the Sun Septet de Charlie Haden, la Liberation Orchestra de Carla Bley, el Quartet Europa de Joe Lovano, el Kurt Rosenwinkel Quintet, Seamus Blake Quartet, Trio 2000 con Chick Corea y Niels-Henning Ørsted Pedersen, y otro trío con Brad Mehldau y Charlie Haden. Su primera grabación tocando las vibraciones fue Stay There, con el saxofonista Mark Turner, el guitarrista Peter Bernstein, el bajista Doug Weiss y el baterista Al Foster.

## Discografía

### Como líder o colíder
- When I Fall in Love (Fresh Sound New Talent, 1993)
- Wicca (Fresh Sounds Records, 2007)
- Ivlianus Suite (ContraBaix /Karonte, 2010)
- Iri's Blues (Moskito Records, 2012)
- Gershwin (Swit Records, 2015)
- Stay There (Pirouet, 2015)
- Beyond  Sunday (Jazz & People, 2018)
- Puerta (ECM, 2021)

### Como acompañante
Con Brad Mehldau
- New York-Barcelona Crossing, Volumen 1 (Fresh Sound New Talent, 1993)
- New York-Barcelona Crossing, Volumen 2 (Fresh Sound New Talent, 1993)
- Introducing Brad Mehldau (Warner Bros., 1995)
- The Art of the Trio Volume One (Warner Bros., 1997)
- Live at the Village Vanguard: The Art of the Trio Volume Two (Warner Bros., 1998)
- Songs: The Art of the Trio Volume Three (Warner Bros., 1998)
- Art of the Trio 4: Back at the Vanguard (Warner Bros., 1999)
- Places (Warner Bros., 2000)
- Progression: The Art of the Trio, Vol. 5 (Warner Bros., 2001)
- Largo (Warner Bros., 2002)
- Anything Goes (Warner Bros., 2004)
- House on Hill (Nonesuch, 2006)

Con Chris Cheek
- I wish I knew (Fresh Sound, 1997)
- A girl named Joe (Fresh Sound, 1997)
- Vine (Fresh Sound, 1999)
- Live at Jamboree: Guilty (Fresh Sound, 2002)
- Live at Jamboree: Lazy Afternoon (Fresh Sound, 2002)
- Blues Cruise (Fresh Sound, 2005)
- Saturday Songs (Sunnyside, 2017)

Con The Bloomdaddies
- Mosh for lovers (1995)
- Racer X (2002)

Con Avishai Cohen
- Adama (Stretch, 1997)

Con Paquito D'Rivera
- Havana Cafe (Chesky Records, 1992)

Con Dan Faulk
- Spirits in the Night (Fresh Sound, 1996)

Con Ethan Iverson
- Costumes Are Mandatory (HighNote, 2012) y Lee Konitz y Larry Grenadier

Con Mark Turner
- In This World (Warner Bros., 1998)